# چبونیسکو
چبونیسکو (به لاتین: Trzebownisko) یک سکونتگاه مسکونی در لهستان است که در Gmina Trzebownisko واقع شده‌است.

## خصوصیات
چبونیسکو ۳٬۰۸۲ نفر جمعیت دارد و ۲۰۰ متر بالاتر از سطح دریا واقع شده‌است.